# Liste der Bischöfe von Basel

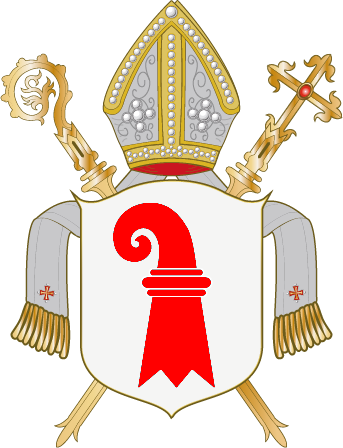
Wappen des Fürstbistums Basel, das heute in den Bischofswappen der Bischöfe von Basel weiterverwendet wird

Diese Liste führt in chronologischer Reihenfolge der Amtszeit die Bischöfe des Bistums Basel auf.

## Liste

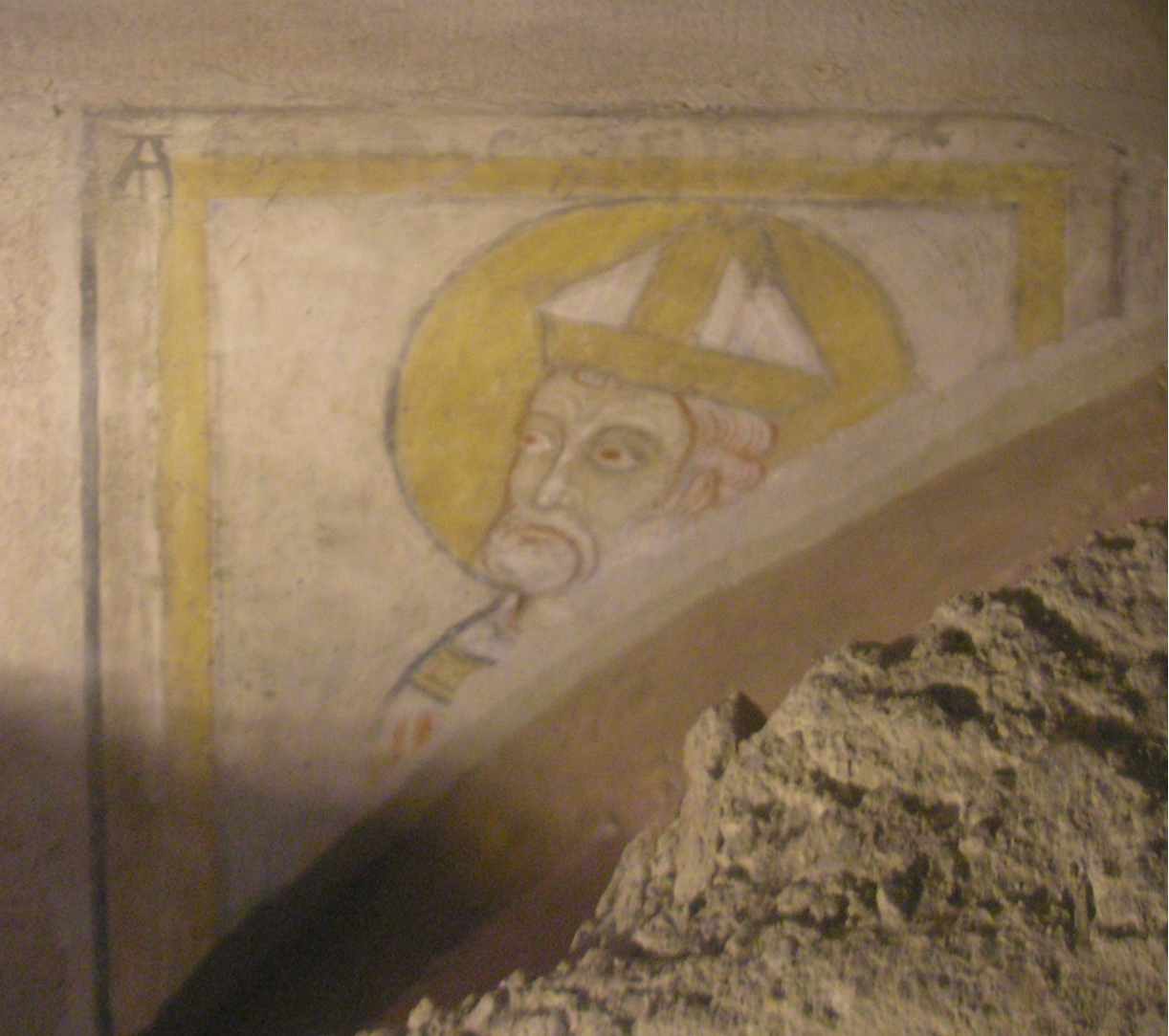
Bischof Adalbero II., Wandmalerei im Basler Münster, 1202

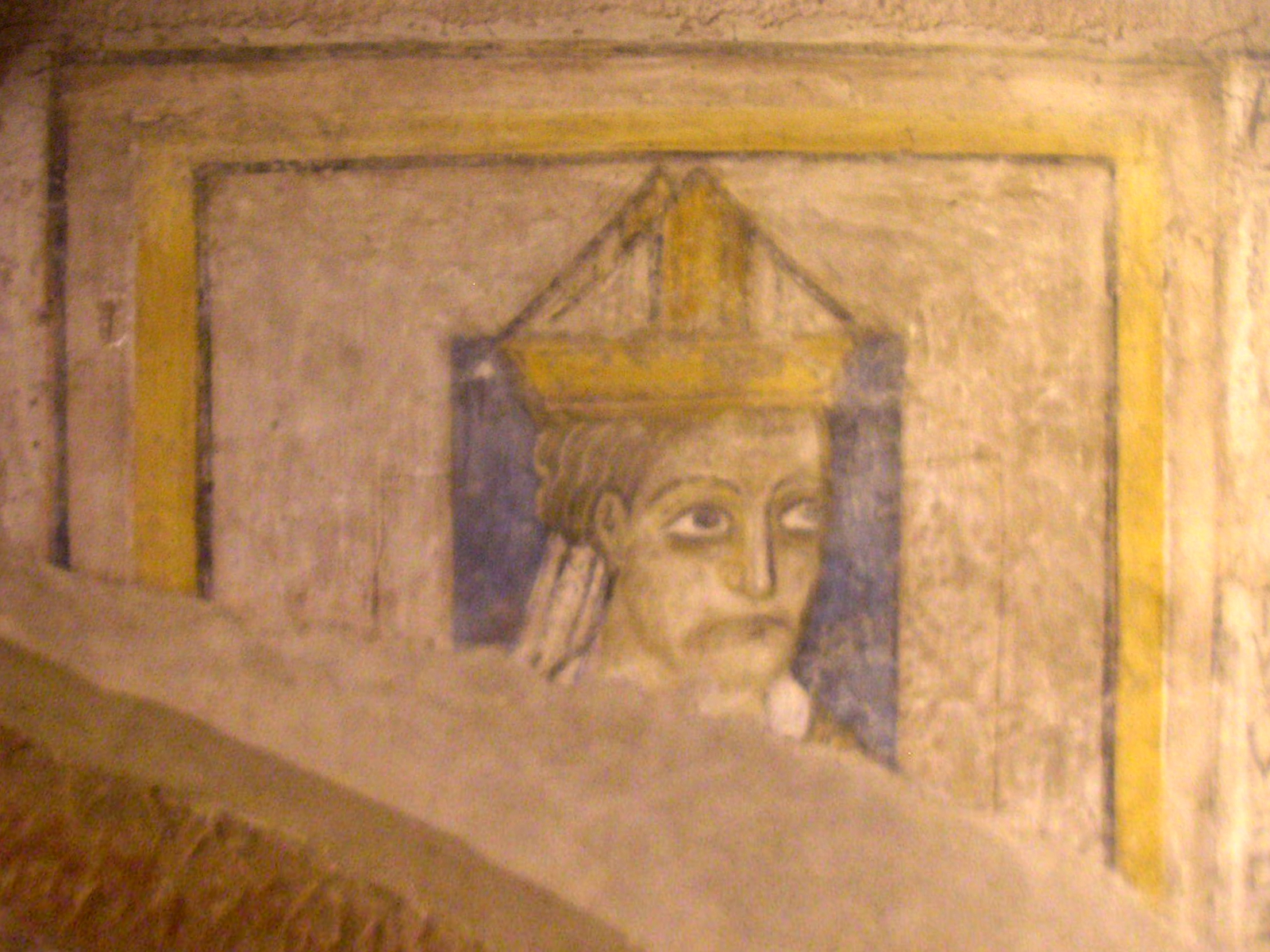
Lütold von Arburg, Bischof von Basel 1191–1213, Wandmalerei im Basler Münster, 1202

| von                          | bis      | Name                                                           | Bemerkungen |
| ---------------------------- | -------- | -------------------------------------------------------------- | --- |
| Bischöfe von Augusta Raurica |          |                                                                | |
|                              | ca. 346  | Justinianus Rauricorum                                         | |
| 5. Jh.                       |          | Pantalus (legendär)                                            | |
| ca. 615                      |          | Ragnacharius                                                   | |
| Bischöfe von Basel           |          |                                                                | |
| ca. 740?                     |          | Walaus                                                         | seine Funktion als Basler Bischof ist umstritten |
| ca. 751                      |          | Baldobertus                                                    | Abt des Klosters Murbach, möglicherweise der erste Bischof von Basel nach einer Neugründung des Bistums unter den Karolingern, scheint er sein Amt von Murbach aus ausgeübt zu haben |
| 791?                         | 802/5    | Waldo                                                          | Sitz in Pavia, hatte das Amt des Administrators über das Bistum Basel |
| 805                          | 823      | Haito                                                          | Abt von Reichenau, Bauherr des Gründungsbaus des Basler Münsters |
| 823                          | 835      | Udalricus I.                                                   | |
| 844                          | 847      | Wichardus I.                                                   | |
| 858                          | 860      | Fridebertus                                                    | |
| ca. 860/870                  |          | Adalwinus                                                      | |
| ca. 870                      |          | Hartwig                                                        | |
| ca. 870                      |          | Rudolf I.                                                      | |
| ca. 896?                     | ca. 897? | Ricuinus                                                       | |
| ca. 880                      | 898      | Iringus                                                        | |
| 915                          |          | Adalbero I.                                                    | |
|                              | 917      | Rudolf II.                                                     | Getötet beim Ungarneinfall von 917, bekannt nur aus der entsprechenden Grabinschrift. |
| 917                          | 921      | Wilhelm?                                                       | |
| 948                          |          | Wichardus II.                                                  | |
| 950                          | 974      | Rudolf III.?                                                   | |
| 961                          |          | Landelous                                                      | Abt von Murbach |
| ca. 984                      |          | Gebizo von Altenburg?                                          | |
| Fürstbischöfe von Basel      |          |                                                                | |
| 999                          | 1025     | Adalbero II.                                                   | Mit der Schenkung der Abtei Moutier-Grandval durch Rudolf III. von Burgund (999) der erste Basler Fürstbischof. Ebenfalls der erste Bischof von Basel, der Münzen prägte. |
| 1025                         | 1040     | Udalricus II.                                                  | Nach dem Tode König Rudolfs III. (1032) fiel Basel an das Reich, der Bischof wurde nun Vasall des deutschen König |
| 1040                         |          | Bruno?                                                         | |
| 1041                         | 1055     | Theodorich                                                     | Schenkung der Grafschaft Augst durch Heinrich III. (1041) |
| 1055                         | 1072     | Berengar, auch Beringer                                        | Konsekrierte am 28. Dezember 1068 die St. Michaelskapelle im Kloster St. Blasien die unter Abt Werner I. erbaut wurde im Auftrag des Bischofs Romold von Konstanz. |
| 1072                         | 1107     | Burkhard von Fenis                                             | Schenkung der Grafschaft Härkingen 1080, Burg und Lehen Rappoltstein im Elsass 1084, Abtei Pfäfers in Rätien 1095. Annexion der Abtei Saint-Ursanne 1096. |
| 1107                         | 1122     | Rudolf V. von Homburg                                          | |
| 1123                         | 1133     | Berthold von Neuenburg                                         | Entgegen der Bestimmung im Wormser Konkordat von 1122 werden die Bischöfe weiterhin vom deutschen König ernannt. |
| 1133                         | 1137     | Adalbero III.                                                  | |
| 1137                         | 1164     | Ortlieb von Frohburg                                           | |
| 1164                         | 1179     | Ludwig II. von Frohburg, genannt Garewart                      | |
| 1179                         | 1180     | Hugo von Hasenburg                                             | |
| 1180                         | 1190     | Heinrich I. von Hornberg                                       | |
| 1190                         | 1213     | Lüthold von Aarburg                                            | Verlust der meisten Besitzungen rechts des Rheins und im Elsass |
| 1213                         | 1215     | Walther von Rötteln                                            | |
| 1216                         | 1238     | Heinrich II. von Thun                                          | Verpfändung der Stadt Biel an Basel 1234 |
| 1238                         | 1248     | Lüthold II. von Rötteln (als Herr von Rötteln Lüthold I.)      | Verpfändung von Arlesheim an Basel 1239, 1241 schenkt der Herr von Hasenburg seinen gesamten Besitz dem Fürstbistum Basel, Ausweitung der Basler Herrschaft über den Jurabogen. |
| 1248                         | 1262     | Berthold II. von Pfirt (Haus Scarponnois)                      | |
| 1263                         | 1274     | Heinrich III. von Neuenburg                                    | Kauf des Schüsstals 1264, Vogtei Delsberg 1271 |
| 1274                         | 1275     | Peter I. Reich von Reichenstein                                | Elekt, wurde vom Domkapitel gewählt, jedoch nicht vom Papst anerkannt |
| 1275                         | 1286     | Heinrich von Isny (anschliessend Erzbischof von Mainz)         | 1280 militärischer Konflikt wegen der Vogteien Bure und Ajoie, Basler Sieg 1283. |
| 1286                         | 1296     | Peter I. Reich von Reichenstein                                | Das Fürstbistum Basel nähert sich dem Höhepunkt seiner weltlichen Macht, eine weitere Expansion wird verhindert durch die Niederlage gegen den Grafen von Neuenburg bei Coffrane 1296. |
| 1297                         | 1306     | Peter II. von Aspelt                                           | anschliessend Erzbischof von Mainz. |
| 1306                         | 1309     | Otto von Grandson                                              | vorher Bischof von Toul. Das Fürstbistum Basel steht auf dem Höhepunkt seiner weltlichen Macht. Der Kauf der Herrschaften Liestal, Neu-Homberg und Waldenburg wird dem Bischof durch König Albrecht I. verboten. |
| 1309                         | 1325     | Gerhard von Wippingen                                          | 1302–1309 Bischof von Lausanne, zu Beginn auch der vom Kapitel gewählte Gegenkandidat Lüthold von Rötteln |
| 1325                         | 1328     | Hartung Münch                                                  | gewählt vom Domkapitel, Wahl wurde jedoch vom Papst nicht anerkannt. |
| 1325                         | 1328/35  | Johann I. von Chalon-Arlay                                     | wurde 1325 vom Papst ernannt, ab 1328 Bischof von Langres und Administrator von Basel |
| 1335                         | 1365     | Johann II. Senn von Münsingen                                  | Zunehmende Geldnot des Fürstbistums, Konflikte mit den Habsburgern und der Bürgerschaft von Basel. |
| 1365                         | 1382     | Johann III. von Vienne                                         | ab 1378 Avignonenser Obödienz, 1355–1361 Erzbischof von Besançon, 1361–1365 Bischof von Metz. Militärische Niederlage gegen Bern und Biel bei Malleray 1367. Anhaltende Geldnot, Verpfändung von Saint-Ursanne, Chauvilliers und Muriaux 1376. |
| 1378/81                      | 1385     | Wolfhard von Ehrenfels                                         | römische Obödienz, 1387 Administrator, 1381 Bischof, resignierte 1385 (1411–1421 Bischof von Lavant) |
| 1382                         | 1392     | Werner Schaler                                                 | Avignonenser Obödienz, resignierte 1392 († 1409). Verkauf von Pruntrut 1386, von Soyhières 1388 und von Delsberg (an die Bürgerschaft von Basel) 1389. |
| 1382                         | 1391     | Imer von Ramstein                                              | römische Obödienz, resignierte 1391, († 1395). |
| 1391                         | 1393     | Friedrich von Blankenheim                                      | Verkauf von Kleinbasel, 1375–1393 Bischof von Straßburg, 1393–1423 Bischof von Utrecht |
| 1393                         | 1395     | Konrad Münch von Landskron                                     | vom Domkapitel gewählt, resignierte 1395 († 1402) |
| 1393                         | 1399     | Wilhelm von Coudenberghe                                       | vom Papst ernannt, 1385–1391 und 1399–1401 Bischof von Tournai |
| 1395/99                      | 1418     | Humbert von Neuenburg (auch Humbrecht)                         | 1395 vom Domkapitel gewählt, 1399 vom Papst bestätigt. Schwächung des Fürstbistums durch die militärische Erstarkung der Eidgenossenschaft und ihrer Zugewandten Orte. Die Wahl von Humbert, Sohn Diebolds VI. von Neufchâtel, durch das Domkapitel sollte das Fürstbistum vor dem Ruin retten. 1400 Verkauf aller Herrschaftsrechte im Sisgau an die Stadt Basel.      |
| 1417                         | 1418     | Konrad Elye                                                    | |
| 1418                         | 1422     | Hartmann Münch von Münchenstein                                | Weiterer Zerfall der Territorialherrschaft. Beim Rücktritt von Hartmann Münch von Münchenstein 1422 war das Fürstbistum so gut wie zerfallen. |
| 1423                         | 1436     | Johann IV. von Fleckenstein                                    | Rückgewinnung von Saint-Ursanne und Roche-d'Or 1425, aber Verlust der Landgrafschaft Buchsgau an Bern und Solothurn 1427. |
| 1437                         | 1451     | Friedrich zu Rhein                                             | Verbesserung der finanziellen Lage durch bessere Verwaltung und Steuererhebungen |
| 1451                         | 1458     | Arnold von Rotberg                                             | |
| 1458                         | 1478     | Johann V. von Venningen                                        | 1461 Rückkauf von Pruntrut und Ajoie, Erwerb von Franquemont am Doubs 1478. |
| 1479                         | 1502     | Kaspar zu Rhein                                                | 1486 Verlust der Herrschaft Moutier an Bern. 1501 Eintritt der Stadt Basel in die Eidgenossenschaft |
| 1502                         | 1527     | Christoph von Utenheim                                         | 1521 vollständige Emanzipation der Stadt von der Herrschaft des Fürstbischofs |
| 1527                         | 1553     | Philipp von Gundelsheim                                        | Reformation in Basel, Verlegung des Bischofssitzes nach Pruntrut 1528. |
| 1554                         | 1575     | Melchior von Lichtenfels                                       | |
| 1575                         | 1608     | Jakob Christoph Blarer von Wartensee                           | Modernisierung auf den Gebieten Wirtschaft, Finanzen, Politik und Verwaltung. In den Badener Verträgen 1585 sicherte der Bischof Zahlungen von der Stadt Basel für ehemals verpfändete Besitztümer und konnte so alle Schulden des Bistums tilgen, im Bieler Tauschhandel von 1599–1610 konnte er auch wieder einige Herrschaftsrechte gegen Biel und Bern durchsetzen. |
| 1608                         | 1628     | Wilhelm Rinck von Baldenstein                                  | |
| 1628                         | 1646     | Johann Heinrich von Ostein                                     | |
| 1646                         | 1651     | Beatus Albrecht von Ramstein                                   | |
| 1651                         | 1656     | Johann Franz von Schönau                                       | |
| 1656                         | 1693     | Johann Konrad I. von Roggenbach                                | |
| 1693                         | 1705     | Wilhelm Jakob Rinck von Baldenstein                            | |
| 1705                         | 1737     | Johann Konrad II. von Reinach-Hirtzbach                        | 1735 Verzicht auf Erneuerung des Bündnisses mit den katholischen Orten, als diese ihre Unterstützung in den Landestroublen (1726–1740) verweigerten. |
| 1737                         | 1743     | Jakob Sigismund von Reinach-Steinbrunn                         | Geheimabkommen mit Frankreich 1739, Beendigung der Landestroublen durch französische Intervention. |
| 1744                         | 1762     | Josef Wilhelm Rinck von Baldenstein                            | Normalisierung der Beziehungen zu Bern mit gegenseitiger territorialer Anerkennung. 1758 fürstbischöfliches Regiment in französischen Diensten (bis 1792). |
| 1762                         | 1775     | Simon-Nicolas de Montjoie-Hirsingue (auch von Froberg genannt) | |
| 1775                         | 1783     | Friedrich von Wangen-Geroldseck                                | Verteidigungsbündnis mit Frankreich 1780. |
| 1782                         | 1794     | Sigismund von Roggenbach                                       | Besetzung des Nordens des Fürstbistums durch die Revolutionsarmee im April 1792. |
| 1794                         | 1828     | Franz Xaver von Neveu                                          | Letzter Fürstbischof von Basel. Das Fürstbistum steht von 1797 bis 1815 unter französischer Herrschaft (Raurakische Republik, Mont-Terrible). 1802 Auflösung der Erzdiözese Besançon, das Bistum Basel ist neu direkt Rom unterstellt. Mit der Auflösung des Heiligen Römischen Reichs 1806 erlischt auch der Titel des Fürstbischofs.                                  |
| Neuordnung des Bistums 1828  |          |                                                                | |
|                              | 1828     | Franz Xaver von Neveu                                          | Noch in seinem letzten Lebensjahr wurde Franz Xaver von Neveu erster Bischof des neu konstituierten schweizerischen Bistums Basel mit Residenzstadt Solothurn. |
| 1828                         | 1854     | Joseph Anton Salzmann                                          | zuvor Theologieprofessor, Propst von St. Leodegar in Luzern und Domdekan in Solothurn |
| 1854                         | 1862     | Karl Arnold-Obrist                                             | zuvor Domherr in Solothurn und Prediger an der Stiftskirche. |
| 1863                         | 1885     | Eugène Lachat                                                  | Lachat wurde im Zuge des Kulturkampfes am 29. Januar 1873 von den Diözesanständen Aargau, Solothurn, Bern, Basel-Landschaft und Thurgau von seinem Amt abgesetzt, während ihn Luzern und Zug weiterhin als rechtmässigen Bischof betrachteten. |
| 1885                         | 1888     | Friedrich Fiala                                                | Fiala wirkte vermittelnd im Kulturkampf und wurde 1884 zum Ehrendoktor der liberal-protestantischen Universität Zürich ernannt. Fiala war Historiker und publizierte zahlreiche Arbeiten zur solothurnischen Geschichte und zur Kirchengeschichte. |
| 1888                         | 1906     | Leonhard Haas                                                  | Professor der Moraltheologie und Pastoraltheologie an der Theologischen Lehranstalt Luzern und Präfekt der dortigen Jesuitenkirche. In seinen theologischen Ansichten gilt er als Ultramontanist, dessen besonderes Verdienst es war, das Bistum nach den Wirren des Kulturkampfs wiederaufgebaut zu haben.                                                             |
| 1906                         | 1925     | Jakob Stammler                                                 | Stammler war verantwortlich für den 1923 vollendeten Neubau des Priesterseminars in Luzern. |
| 1925                         | 1936     | Josephus Ambühl                                                | |
| 1937                         | 1967     | Franziskus von Streng                                          | 1942 gab er das Gesang- und Gebetbuch Laudate und 1947 einen überarbeiteten Katechismus heraus. Er wurde mit der Ehrendoktorwürde der Universität Innsbruck geehrt und nahm am Zweiten Vatikanischen Konzil teil. Nach seinem Rücktritt 1967 wurde er von Papst Paul VI. zum Titularbischof von Obbi ernannt und war danach noch Apostolischer Administrator in Basel.  |
| 1968                         | 1982     | Anton Hänggi                                                   | Hänggi war ab 1961 Professor für Liturgiewissenschaft in Freiburg als Professor. Er war als theologischer Experte beteiligt am Zweiten Vatikanischen Konzil. Rücktritt 1982, 1984 wurde er Ehrendoktor der Universität Basel und 1985 der päpstlichen Universität Sant’Anselmo in Rom.                                                                                  |
| 1982                         | 1993     | Otto Wüst                                                      | Umsetzung der im II. Vatikanischen Konzil und in der Schweizer Synode 72 grundgelegten Reformen. Demission aus gesundheitlichen Gründen 1993. |
| 1994                         | 1995     | Hansjörg Vogel                                                 | Rücktritt nach nur einem Jahr nach Bekanntwerdung einer Vaterschaft. |
| 1995                         | 2010     | Kurt Koch                                                      | Dozent für Dogmatik und Moraltheologie am Katechetischen Institut in Luzern, Honorarprofessor für Dogmatik, Ethik, Liturgiewissenschaft und Ökumenische Theologie an der Theologischen Fakultät der Universität Luzern. 2010 Ernennung zum Präsidenten des Dikasterium zur Förderung der Einheit der Christen und Verleihung der Kardinalswürde.                        |
| 2010                         |          | Felix Gmür                                                     | von 2006 bis 2011 Generalsekretär der Schweizer Bischofskonferenz. |